# دوري الدرجة الأولى الروماني 1985–86
دوري الدرجة الأولى الروماني 1985–86 (بالرومانية: Divizia A 1985-1986)‏ هو الموسم 68 من  دوري الدرجة الأولى الروماني. أقيم خلال الفترة 4 أغسطس 1985 وحتى 18 يونيو 1986، وأشرف على تنظيمه اتحاد رومانيا لكرة القدم، وكان عدد الأندية المشاركة فيه  18، وفاز فيه نادي ستيوا بوخارست بعد أن لعب 34 مباراة وفاز بـ 26 منها.

## نتائج الموسم
| المركز | فريق               | لعب | ف  | ت | خ | له | عليه | ف.أ | نقاط | ملاحظة |
| ------ | ------------------ | --- | -- | - | - | -- | ---- | --- | ---- | ------ |
| 1      | نادي ستيوا بوخارست | 34  | 26 | 5 | 3 | 79 | 25   | +54 |      |        |